# 홍시호
홍시호(1959년 11월 2일~)는 대한민국의 성우이다. 1978년부터 연극 배우로 활동했다가, 1986년 한국방송 성우극회 공채 20기로 입사했다.

## 학력
한양대학교 연극영화과 학사

## 출연 작품

### 애니메이션
- 4차원 요새 마크로스 (비디오) - 넥스
- AD 폴리스 (투니버스) - 한스 크라이프
- F.T.P.D 동화나라 수사대 (대교방송) - 조니
- 금색의 갓슈벨!! (대원방송) - 칸쵸메
- 강철의 연금술사 (애니원) - 반 호엔하임
- 건담 08MS소대 (애니박스) - 기니어스 사하린
- 건방진 천사 (투니버스) - 류사카
- 검용전사 야이바 (SBS) - 제갈 귀호
- 공상과학세계 걸리버보이 (어린이TV) - 쥬드 / 플라톤 / 다크호스
- 광속사이버 (VIDEO) - 광호
- 그리스 로마 신화 전설의 수호자들 (EBS) - 하데스
- 기동전사 건담: 제08MS소대 - 기니어스 사하린
- 기파이터 태랑 (MBC) - 용사 토레로
- 나루토 질풍전 (투니버스) - 우치하 마다라 / 토비
- 날아라! 특공대 (EBS) - 제프
- 내 친구 바나바나 (SBS) - 호도 할아버지 / 악당
- 내일은 월드컵 (SBS) - 정한국
- 누들누드 - 나레이션 (자취방에서) / 정의의 사도 Z.O.T
- 달려라 부메랑 (SBS) - 뚱뚱하고 험악하게 생긴 인물
- 바빌론의 수호자 - 태호
- 또봇 V - 천하대장군, 빅보스
- 두근두근 비밀친구 (SBS) - 미스터리
- 디스크전사 어벤져스 (투니버스) - 토니 스타크 (아이언맨)
- 디지몬 어드벤처 (KBS2) - 해설 / 리키 아빠 / 텐토몬 / 레오몬 - 샤벨레오몬
  - 파워 디지몬 (KBS2) - 해설 / 삐삐몬 / 호크몬 - 아큐라몬 / 호루스몬 / 수리몬 / 실피드몬 / 텐타몬 / 어른 리키
- 디지몬 어드벤처: (대원방송) - 레오몬
- 미라큘러스: 레이디버그와 블랙캣 - 호크모스, 가브리엘 아그레스트
- 로보짱 큐빅스 (KBS, SBS) - 큐빅스 / 몽규
- 로봇수사대 K캅스 (MBC) - 파워죠
- 롤러왕 파워킹 (SBS)
- 마법소녀 리나 TRY (슬레이어즈 TRY) (SBS) - 바르가브
- 매직키드 마수리 (KBS2) - 마풍운
- 메조(MEZZO) (XTM) - 하라다 토모히사 (한정훈)
- 메탈 베이블레이드 4D (투니버스) - 라고우
- 명탐정 코난 (투니버스) - 정석원
- 무책임함장 테일러 (SBS) - 테일러
- 바다의 전설 장보고 - 정연
- 바람의 검심 극장판 ~유신지사를 위한 진혼가~ - 시구레 타키미
- 바람의 전사 (투니버스)
- 바빌론 수호자 (투니버스) - 태호
- 바스켓 피버 (투니버스) - 찰리
- 바이스 크로이츠 (투니버스) - 아야
- 뱀파이어 헌터 (애니박스) - 데미트리 막시모프
- 베르사유의 장미 (KBS) - 알랭 드 수아송
- 보츠마스터 (MBC) - 제이 제이
- 블리치 (투니버스) - 참월
- 빅토리 구슬동자 (SBS)
- 빨간 트랙터 통통 (EBS) - 매트
- 사랑의 천사 웨딩피치 (투니버스) - 이그니스
- 사무라이 디퍼 쿄우 (XTM) - 쿄우
- 사우루스 팡팡 (KBS2) - 브라이
- 생쥐의 세계여행 (EBS) - 알렉산더
- 소년기사 라무 2부(VS기사 라무네&40염) (MBC) - 블랙 라무 (블랙 라무네스)
- 슈퍼 그랑죠 (마동왕 그랑조트) (SBS) - 데블리우스 (샤먼)
- 슈퍼소년 마이티 맥스 (KBS2)
- 슈퍼 씽씽캅(드래곤 파이터) (투니버스) - 크래머
- 슬램덩크(SBS) - 강백호
- 사이버 포뮬러 사가 & 신 (SBS, 투니버스) - 나원빈
- 영광의 레이서 - 설도협 (오오토모 죠지) / 피탈리아 로페스 / 홍순석 (카타기리 마코토)
- 십이국기 (애니원) - 교소우
- 아기와 나 (KBS) - 아빠 (에노키 하루미)
- 암굴왕 - 에드몽 당테스 (몽테크리스토 백작)
- 에어마스터 (투니버스) - 묘망
- 올림포스 가디언 (SBS) - 제우스(TV판 한정. 극장판은 장광)
- 와일드 캣츠 (어린이TV) - 말로
- 왁자지껄 오리마을 (EBS) - 두기
- 요술공주 밍키 (SBS) - 해설
- 요술쟁이 지니아저씨 (EBS) - 브루스
- 원탁의 삼총사 (KBS2) - 발리언트
- 원피스 (KBS, 투니버스) - 샹크스, 내레이션
- 윙스 프렌즈 (SBS) - 힐리아 / 리븐
- 유희왕 듀얼몬스터즈 - 페가수스 J. 크로포드
- 이누야샤 - 나락
- 정글북 (KBS2) - 퍼밀리온 / 독수리
- 제트레인저 (KBS) - 김이용 (제트레인저 2호) / 피에로단 사령관
- 쥐라기 월드컵 (KBS) - 일구
- 지구 소녀 아르주나 (애니원) - 시우 (토키오)
- 진 샤프트 (애니맥스) - 세르게이 4세 스니크
- 천공전사 젠키 (VIDEO) - 전사 젠키
- 천사소녀 네티 (KBS2) - 샐리 아빠 / 어른 셜록스
- 철완 버디 (애니맥스) - 히카와 쇼고
- 초기동전설 다이나기가 (투니버스) - 박 교관
- 초롱이의 옛날여행 (KBS2) - 우덕순 / 김구
- 최유기 시리즈 - 현장 삼장
- 출동! 유니온 킹 (KBS) - 폴리스유니온
- 카드왕 믹스마스터 - 대마왕 프린스
- 카드캡터 체리 (SBS) - 케로베로스 (3기)
- 카레이도 스타 (투니버스) - 풀 (후울)
- 캣츠 아이 (투니버스) - 허풍호
- 코바토 (애니맥스) - 쿠도 슈이치로
- 쿵야쿵야 (KBS) - 버섯쿵야
- 쿵푸 공룡 수호대 (KBS) - 스코
- 태풍의 그라운드 (SBS) - 강태풍
- 토리코 (카툰 네트워크) - 미도라
- 트윈 시그널 (대교방송) - 아레스 (펄스)
- 파이어 엠블럼 (투니버스) - 나비르 / 노신하
- 포켓몬스터 블랙·화이트 2 PV - 아크로마
- 포켓몬스터 오렌지 제도편 (SBS) - 강산
- 포켓몬스터 W (투니버스) - 뮤츠
- 환상게임 (투니버스) - 유성, 유저, 유허, 유규 및 기타 단역

### 애니메이션 영화
- 극장판 포켓몬스터 뮤츠의 역습 EVOLUTION - 뮤츠
- 강철의 연금술사 극장판 (애니원) - 칼 하우스 호퍼 / 호엔하임 엘릭
- 게드전기 - 게드
- 고양이의 보은 -  바룬(훔베르트 폰 지킹겐)
- 마징가 Z: 인피니티 - 장검철
- 명탐정 코난: 은빛 날개의 마술사 - 기장 황정환
- 미래전사 드래곤 파이터 (SBS) - 피크
- 바람계곡의 나우시카 (MOVIE) - 쿠르트와
- 바람의 검심: 유신지사를 위한 진혼가(애니원) - 시구레 타키미
- 성춘향뎐 - 이몽룡
- 아기공룡 둘리 - 얼음별 대모험 - KDS 아나운서, 길가던 복학생, 고길동과 마이콜이 갇혀있던 감방 간수
- 유희왕 극장판: 빛의 피라미드 - 페가서스
- 이누야샤 극장판: 거울 속의 몽환성 - 나락
- 이웃집 토토로 (극장개봉작) - 아빠
- 짱구는 못말려 극장판: 태풍을 부르는 장엄한 전설의 전투 (챔프) - 비룡
- 최유기 극장판: 선택받지 못한 자의 진혼가 - 현장 삼장
- 포카혼타스 - 코코움
- 폼포코 너구리 대작전 - 쇼키치 / 내레이션

### 영화

#### 전담배우
- 안토니오 반데라스
  - 맘보 킹 (KBS) - 네스토
  - 뱀파이어와의 인터뷰 (KBS) - 아르망
  - 슈렉 2 (KBS) - 장화신은 고양이
  - 스트레인저 (KBS) - 맥스
  - 어쌔신 (KBS, SBS) - 베인
  - 데스페라도 (KBS, SBS) - 엘 마리아치
  - 필라델피아 (KBS) - 미겔
  - 13번째 전사 (KBS) - 이븐
  - 스파이 키드 (KBS) - 그레고리오 코테즈
  - 스파이 키드 2: 잃어버린 꿈들의 섬 (SBS) - 그레고리오 코테즈
  - 스파이 키드 3D: 게임 오버 (SBS) - 그레고리오 코테즈
  - 원스 어폰 어 타임 인 멕시코 (SBS) - 엘 마리아치
  - 팜므 파탈 (SBS) - 니콜라스 바르도
- 키퍼 서덜랜드
  - 삼총사 (KBS) - 아토스
  - 유혹의 선 (KBS) - 넬슨
  - 영 건 2 (KBS) - 덕
  - 위험한 진실 (KBS) - 커티스
  - 24 (ITV) - 잭 바우어
- 로버트 다우니 주니어
  - 에어 아메리카 (SBS) - 빌리
  - 도망자 2 (SBS) - 존
  - 인 드림스 (SBS) - 비비안
  - 아이언 맨 (KBS) - 토니 스타크
    - 아이언 맨 2 (KBS) - 토니 스타크
    - 아이언 맨 3 - 토니 스타크

  - 어벤저스 - 토니 스타크 (아이언 맨)
    - 어벤져스: 에이지 오브 울트론 - 토니 스타크 (아이언 맨)
    - 어벤져스: 인피니티 워 - 토니 스타크 (아이언 맨)
    - 어벤져스: 엔드게임 - 토니 스타크 (아이언 맨)

  - 캡틴 아메리카: 시빌 워 - 토니 스타크 (아이언 맨)
- 러셀 크로
  - LA 컨피덴셜 (KBS) - 버드 화이트
  - 퀵 앤 데드 (KBS) - 코튼
  - 인사이더 (KBS) - 와이갠드
  - 뷰티풀 마인드 (KBS) - 존 내시
  - 3:10 투 유마 (KBS) - 웨이드
  - 워터 디바이너 (KBS) - 조슈아 코너
- 이완 맥그리거
  - 미스 포터 (KBS) - 노먼 원
  - 유령작가 (KBS) - 유령작가
  - 빅 피쉬 (KBS) - 청년 에드워드 블룸
- 매슈 매코너헤이
  - 타임 투 킬 (KBS) - 제이크
  - 뉴튼 보이즈 (KBS) - 윌리스 뉴튼
  - 10일안에 남자친구에게 차이는 법 (KBS) - 벤
  - 사하라 (KBS) - 더크
  - 링컨 차를 타는 변호사 (KBS) - 미키
  - 콘택트 (KBS) - 팔머
- 제라드 버틀러
  - 모범시민 (KBS) - 클라이드
  - 오페라의 유령 (KBS) - 팬텀
  - 타임라인 (KBS) - 마렉
- 콜린 퍼스
  - 브리짓 존스의 일기 (KBS) - 마크
  - 맘마미아 (KBS) - 해리
- 톰 크루즈
  - 미션 임파서블: 로그네이션 (KBS) - 에단 헌트[1]
  - 미션 임파서블: 폴아웃 (KBS) - 에단 헌트
  - 어 퓨 굿 맨 (KBS) - 캐피 중위
  - 제리 맥과이어 (KBS) - 제리
  - 7월 4일생 (KBS) - 론 코벡
- 에릭 바나
  - 블랙 호크 다운 (KBS) - 훗
  - 천일의 스캔들 (KBS) - 헨리 8세
- 빌리 캠벨
  - 인간 로케티어 (KBS) - 클리프
  - 이너프 (KBS) - 미치
- 유덕화
  - 결전 (KBS) - 엽고성
  - 경천 12시 (KBS) - 아비
  - 마비취 (KBS) - 앤디
  - 무간도 (KBS) - 유건명 / 청년 유건명 (진관희)
    - 무간도 III: 종극무간 (KBS) - 유건명

  - 무림지존 (KBS) - 무호경
  - 부귀병단 (KBS) - 화영웅
  - 법외정 (KBS) - 유지붕
  - 상해탄 (SBS) - 정력
  - 아비정전 (KBS) - 경찰관
  - 열혈남아 (KBS) - 아화
  - 용재변연 (SBS) - 비룡
  - 유덕화의 도망자 (KBS) - 소인
  - 적인걸: 측천무후의 비밀 (KBS) - 적인걸
  - 전신전설 (KBS) - 아비
  - 절대쌍교 (KBS) - 소어아
  - 정고전가 (KBS) - 정문걸
  - 중환영웅 (SBS) - 영웅
  - 천방지축 (KBS) - 전조
  - 하일복성 (KBS) - 빌
  - 화소도 (KBS) - 강주
- 성룡
  - 화소도 (SBS) - 아룡 (성룡)
  - 상하이 나이츠 (MBC) - 강문
  - 트윈 이펙트 (SBS) - 재키
  - 80일간의 세계일주 (MBC) - 파스포트
  - BB 프로젝트 (SBS) - 슬리퍼
  - 러시아워 (SBS) - 리
  - 러시아워 2 (SBS) - 리
  - 러시아워 3 (SBS) - 리
  - 턱시도 (SBS) - 제임스 통
  - 홍번구 (SBS) - 아강
  - 메달리온 (SBS) - 에디 양
  - 성룡의 CIA (SBS) - 재키
  - 취권 2 (SBS) - 황비홍
  - 화소도 (MBC) - 따췌이
  - 폴리스 스토리 (MBC) - 진가구
  - 폴리스 스토리 2 (MBC) - 진가구
  - 폴리스 스토리 3 (MBC) - 진가구
  - 썬더볼트 (SBS) - 아화
  - 젠 엑스 캅 (SBS) - 성룡 / 잭 (사정봉)
  - 용등호약 (MBC) - 아룡
  - 유성검의 대결 (98년 더빙판/MBC) - 화우빈
  - 대복성 (SBS) - 대우
  - 성룡의 시티헌터 (SBS) - 맹파
- 무숙자 (KBS) - 방랑자 (테렌스 힐)
- 오만과 편견 (KBS) - 다아시 (매튜 맥퍼딘)
- 스피드 2 (KBS) - 알렉스 (제이슨 패트릭)
- 반헬싱 (KBS) - 반 헬싱 (휴 잭맨)
- 스타쉽 트루퍼스 (KBS) - 자니 리코 (캐스퍼 반 디엔)
- 잠수종과 나비 (KBS) - 장 도미니크 보비 (마티유 아맬릭)
- 왕과의 하룻밤 (KBS) - 아하수에로 (루크고스)
- 내 이름은 튜니티 (KBS) - 튜니티 (테런스 힐)
  - 튜니티라 불러다오 (KBS) - 튜니티 (테런스 힐)
- 챈스 일병의 귀환 (KBS) - 스트로블 중령 (케빈 베이컨)
- 디파이언스 (KBS) - 주스 비엘스키 (리브 쉐레이버)
- 랜드 앤 프리덤 (KBS) - 데이비드 (이언 하트)
- 더 록 (KBS) - 굿 스피드 (니콜라스 케이지)
- 큐브 2 (SBS) - 사이먼 (제러인트 윈 데이비스)
- 세상에서 가장 슬픈 유혹 (SBS) - 조지프 (루퍼트 그레이브스)
- 황비홍 5 (SBS) - 황비홍 (자오원줘)
- 크래쉬 (KBS) - 리차드 카봇 (브랜던 프레이저)
- 스페이스 잼 (SBS) - 마이클 조던 (마이클 조던)
- 신 영웅본색 (SBS) - 당준 (정이건)
- 페어 게임 (SBS) - 맥스 (윌리엄 볼드윈)
- 미스틱 피자 (SBS)
- 콘 에어 (SBS) - 라킨 (존 큐잭)
- 드라큘라 2000 (SBS) - 사이먼 (조니 리 밀러)
- 세인트 엘모의 열정 (SBS) - 빌리 (로브 로)
- 벽혈남천 (SBS) - 엄동 (조문탁)
- 인디펜던스 데이 (SBS) - 휘트모어 대통령 (빌 풀먼)
- 터미네이터 (SBS) - 카일 (마이클 빈)
- 투 (KBS) - 거스 맥클레인 (마이클 이스톤)
- 바이러스 (SBS) - 스티브 (윌리엄 볼드윈)
- 필사의 도전 (SBS) - 쿠퍼 (데니스 퀘이드)
- 매드 맥스 (KBS) - 맥스 (멜 깁슨)
  - 매드 맥스 2 (KBS) - 맥스 (멜 깁슨)
  - 매드 맥스 3 (KBS) - 맥스 (멜 깁슨)
- 사이렌스 (SBS) - 안소니 캠피온 (휴 그랜트)
- 폭풍의 질주 (KBS) - 기자(마이클 웨인 토마스)
- 컷 런스 딥 (KBS) - 제이디 (데이비드 맥기니스)
- 나의 발리우드 신부 (KBS) - 알렉스 (제이슨 루이스)
- 로큰롤 인생 (KBS) - 내레이션
- 워락 (KBS) - 월록 (줄리언 샌즈)
- 죽음의 씨앗 (KBS) - 아담스베르 반장 (호세 가르시아)
- 양가휘의 굿바이 차이나 (KBS) - 쉐따통 (량자후이)
- 동방불패 2 (KBS) - 고장풍 (우영광)
- 좋은걸 어떡해 (KBS) - 프랑소와 (에두아르 바에르)
- 마이티 덕 2 (KBS) - 고든 봄베이 (에밀리오 에스테베스)
  - 마이티 덕 3 (KBS) - 고든 (에밀리오 에스테베스)
- 머큐리 (KBS) - 쿠드로 (앨릭 볼드윈)
- 글레디에이터 (KBS) - 토미 (제임스 마셜)
- 포스트 임팩트 (KBS) - 파커 (딘 케인)
- 화성의 유령들 (KBS) - 제리코 (제이슨 스테이섬)
- 뒤죽박죽 고향방문 (KBS) - 보 (존 슈나이더)
- 스트리트 파이터 (KBS) - 가일 대령 (장클로드 반담)
- 내 남자친구의 결혼식 (KBS) - 마이클 오닐 (더멋 멀로니)
- 에너미 오브 스테이트 (KBS) - 힉스 (로런 딘)
- 엑소시즘 (KBS) - 피터 켈슨 (벤 채플린)
- 이보다 더 좋을 순 없다 (KBS) - 사이먼 (그레그 키니어)
- 셰익스피어 인 러브 (KBS) - 셰익스피어 (조지프 파인스)
- 신투첩영 (MBC) - 자칼 (카네시로 타케시)
- 피크닉 (KBS) - 할 카터 (윌리엄 홀든)
- 그림 형제 - 마르바덴 숲의 전설 (KBS) - 윌 그림 (맷 데이먼)
- 낫싱 엘스 (KBS) - 타마스 스자트마리 (산드로 크산이)
- 올드 스쿨 (SBS) - 미치 마틴 (루크 윌슨)
- 댄싱히어로 (SBS) - 스코트 헤이스팅스 (폴 머큐리오)
- 포인트 블랭크 (KBS) - 사무엘 (질 를르슈)
- 칵테일 (KBS) - 음식점 손님 (아담 퍼파로)
- 태양의 제국 (KBS)
- 흐르는 강물처럼 (KBS) - 폴과 노먼의 친구(롭 콕스)
- 제17 포로수용소 (KBS) - 세프턴 (윌리엄 홀든)
- 대통령의 연인 (KBS) - 로스차일드 (마이클 J. 폭스)
- 7월의 축제 (KBS) - 칸 (벤 채플린)
- 새벽의 비밀 (KBS)
- 라스트 모히칸 (KBS)
- 메이드 인 아메리카 (KBS)
- 귀여운 여인 (KBS) - 데이빗 (알렉스 하이드 화이트)
- 슬리핑 딕셔너리 (SBS) - 존 트루스콧 (휴 댄시)
- 사이더 하우스 (KBS) - 호머 (토비 매과이어)
- 얼라이브 (SBS) - 주장 (빈센트 스파노)
- 고인돌가족 플린스톤 2 (KBS)
- 마지막 보이스카웃 (KBS) - 지미 (데이먼 웨이언스)
- 유니버설 솔저 (KBS) - 루크 (장클로드 반 담)
- 초류향 (SBS) - (곽부성)
- 원초적 무기 (SBS) - 웨스 루거 (새뮤얼 L. 잭슨)
- 셋 잇 오프 (SBS)
- 황하대협 (SBS) - 차천 (순우산산)
- 스타게이트 (SBS) - 대니얼 잭슨 박사 (제임스 스페이더)
- 용재강호 (SBS) - 마이클 (왕민덕)
- 미스 다이아몬드 (SBS) - 팀
- 패왕전설 (KBS) - 이융기
- 양키 줄루 (KBS) - 줄루
- 크로우 (SBS) - 에릭 드레이븐 (브랜던 리)
- 가디언 (KBS) - 필 (드위어 브라운)
- 강시선생 (SBS) - 제자
- 네미시스 (KBS) - 알렉스 (올리비에 그루너)
- 다크 파워 (KBS) - 카를로 토마시
- 달콤한 거짓말 (KBS) - 몰로이 형사
- 라이언하트 (KBS) - 라이언 걸티어 (장 클로드 반담)
- 모스크바 특급 (MBC) - 안드레이 카스토르
- 분노의 형제 (KBS) - 미클로
- 브로드웨이를 쏴라 (KBS) - 데이비드 샤인 (존 큐잭)
- 사랑과 우정 (KBS) - 릭
- 소오강호 (SBS) - 영호충 (허관걸)
- 미스 다이아몬드 (SBS) (토마스 크레취만)
- 스캐너 3 (KBS) - 알렉스 모넷
- 아담이 된 이브 (KBS) - 애빅도르
- 야반가성 (KBS) - 송단평 (장국영)
- 욕망이라는 이름의 전차 (KBS) - 스탠리 코왈스키 (말런 브랜도)
- 위험한 심판 (SBS)
- 조이 럭 클럽 (KBS) - 테드 조던
- 텍사스 열차 (KBS)
- 특경도룡 (SBS) - 방신유 (장학우)
- F학점 첩보원 (KBS) - 마이클 코번 (리처드 그리에코)
- 와일드 씽 (SBS) - 샘 롬바르도 (맷 딜런)
- 죽음의 카운트다운 (KBS) - 니콜라스 랭 (로버트 네퍼)
- 버디 (KBS) - 레랄디 (브루노 커비)
- 최가박당 (SBS) - 금강 (허관걸)
- 주어러 (KBS) - 잭 (제러미 노담)
- 은하수를 여행하는 히치하이커를 위한 안내서 (KBS) - 자포드 비블브록스 (샘 록웰)
- 퀴즈 쇼 (KBS) - 밴도런 (레이프 파인스)
- 마이 걸 (KBS) - 제이크 박슬러 (그리핀 던)
- 나의 그리스식 웨딩 (KBS) - 이언 밀러 (존 코벳)
  - 나의 그리스식 웨딩 2 (KBS) - 이언 밀러 (존 코벳)
- 나의 사랑 나의 기사 (KBS)
- 머니 토크 (SBS) - 제임스 (찰리 쉰)
- 제로 톨러런스 (KBS) - 요한 경사 (야콥 에크룬드)
- 헬레이저 5 (KBS) - 조셉 (크레이그 셰퍼)
- 에일리언 3 (SBS)
- 붉은 유혹 (KBS) - 스티브 (토니 골드윈)
- 라스트맨 스탠딩 (KBS) - 조르쥬 (마이클 임페리올리)
- 굿모닝 베트남 (KBS) - 슬로운 (마크 존슨) / 영어 선생님
- 인생 (KBS) - 미카엘
- 덤보 - 밴더미어 (마이클 키튼)
- 화룡풍운 (KBS) - 현명 (막소총)
- 미스테리 데이트 (SBS) - 톰 (이선 호크)
- 딥 라이징 (KBS) - 피니건 (트리트 윌리엄스)
- SAS 특공대 (KBS) - 포프 (나이젤 험프리스) / 포터 (로버트 웨버)
- 주성치의 성전강호 (SBS) - 카레 (장학우)
- 길 (SBS) - 결혼식 하객(피에트로 세카렐리)
- 홀리 맨 (KBS) - 리키(제프 골드브럼)
- 육지금마 (SBS) - 황린(원표)
- 황야의 결투 (KBS) - 버질(팀 홀트)

### 외국 드라마
- 프라이미벌 - 원시의 습격 (KBS2) - 닉 커터 교수 (더글라스 헨셀)
- 리포터즈 (KBS2) - 토마 슈나이더 (제롬 로바르)
- 로마 (SBS) - 브루투스 (토비어스 멘지스)
- 메디컬 인베스티게이션 (PSB) - 스티븐 코너 박사 (닐 맥도노프)
- 심해원정대 오르페우스호 (KBS) - 샘슨 (고란 비슈니치)
- 아카풀코 해변수사대 (SBS) - 브레트 (스펜서 로크포트)
- 베이사이드 얄개들 2 (SBS) - 보비
- 칠협오의 (SBS) - 당소균
- 정무문 (KBS) - 사형
- 로스트 (KBS) - 잭 (매슈 폭스)
- 동양특급 로형사 (MBC)
- 컴퓨터 특공대 (SBS) - 말콤
- 여총리 비르기트 (CNTV) - 올레 달 (클라우스 리스 외스테르고르)
- 꿈꾸는 소녀 에밀리 (EBS) - 벌리
- 와신상담 (EBS) - 월왕 구천 (진도명)
- 자이언트 세이버 (투니버스) - 해설
- 먼데이 모닝스 (MBC) - 스캇 헨더슨 (제이슨 그레이 스탠퍼드)
- 트윈 픽스 (KBS) - 보비 브릭스 (데이나 애쉬브룩)
- 최후의 카테고리 7 (KBS) - 로스 (카메론 다보)
- 투명인간 (KBS) - 대리언 포키스 (빈센트 벤트레스카)
- 콜드 케이스 시즌 1 (KBS) - 베넷 (빈센트 벤트레스카)
- 더 컬렉션 (KBS) - 폴 사빈 (리처드 코일)
- 대지진 10.5 (KBS) - 조든 (데이비드 큐빗)
- 워리어스 (KBS) - 나폴레옹 (톰 버크)

### 게임
- 메크워리어 4: 흑기사 군단 - 에릭 매클라이어
- 삼국지 천명 2 - 제갈근
- 창세기전 외전 템페스트, 창세기전 3 - 클라우제비츠, 샤른호스트, 철가면
- 메트로 2033 - 수호이(알렉스)
- 폴아웃 3 - 선지자 크롬웰, 어거스투스 어텀, 해설자
- 폴아웃: 뉴 베가스 - 아케이드 개넌, 해설자
- 사이퍼즈 - 까미유 데샹
- 진 삼국무쌍 - 제갈량
- 아발론 온라인 - 벤틸러스
- 블레이드앤소울 - 황보석
- 루니아Z - 크리그 엘 하티
- 세븐나이츠 - 크리스
- 메이플스토리 - 도철

### 특촬물
- 가면라이더 고스트 - 아도니스

### 해설
- 좋은나라 운동본부 (KBS)
- EBS 장학퀴즈 (2003년) (EBS)
- 현장기록 형사 (MBC)
- 아랍,아랍인 (KTV)
- 접속 무비월드 (SBS)
- TV특종, 놀라운 세상 (MBC)
- 러브 인 아시아 (KBS) - 예전엔 내레이션을 맡았음
- 다도해 (부산MBC)
- 퀴즈 육감대결 (SBS)
- SBS 인기가요 (SBS) - 룰루 (처음)
- 마이크로 코스모스 (MBC)
- TV클리닉 당신의 건강은? (KBS)
- 달려라 팔방미인 (MBC)
- 가상특종 IF (MBC)
- 실패열전 장밋빛 인생 (KBS)
- 실제상황 토요일 (SBS)
- 아시아 특급비밀 (MBN)
- 전투분석 (국방TV)
- 공룡혹성 (디스커버리 채널)
- 이색도전 별난대결 (KBS)
- 해외걸작선 - 달기지 건설 프로젝트(KBS)

### 라디오
- 제 17대 대통령 선거방송 (JTBC)

### 라디오 드라마

#### KBS
경제드라마 굿모닝 홍길동 (KBS 2라디오)
- 2007.04.16 ~ 2008.04.18  (홍길동)

라디오 극장 (KBS 한민족 방송)
- 2005.05.01 ~ 2005.05.31 송정림 <라디오 러브 스토리> (정원)
- 2006.12.01 ~ 2006.12.31 천운영 <잘 가라, 서커스> (윤호)
- 2010.03.01 ~ 2010.03.31 이덕일 <이회영과 젊은 그들> (해설)

라디오 독서실 (KBS 2라디오)
- 2002.06.09 이원규 <강물은 바람을 안고 운다> (오정국)
- 2002.10.13 이청해 <체리브라썸> (나 / 해설)
- 2003.09.07 윤대녕 <낯선 이와 거리에서 서로 고함> (나)
- 2004.02.08 정창근 <남사당의 노래> (박새)
- 2005.04.17 박수영 <매혹> (나 / 해설)
- 2005.05.15 구광본 <미스 리는 미스 리다> (나 / 해설)
- 2005.06.19 손현미 <하얀 자화상> (정호)
- 2009.04.05 현기영 <순이 삼촌> (나 / 해설)
- 2010.04.04 조갑상 <통문당> (김우곤)

KBS 무대 (KBS 한민족 방송)
- 2000.04.16 그 남자의 향기 (김경수)
- 2000.12.17 어디서 무엇이 되어 다시 만나리 (동훈)
- 2003.08.03 그 여자의 가방 (정형욱)
- 2003.10.05 After The Time (진우)
- 2003.12.28 아우라지 별곡 (남자)
- 2004.09.19 불만의 계절 (문성진)
- 2006.07.08 아름다운 갈색 눈동자 (성민)
- 2008.02.16 사랑이 늦어서 미안해 (태훈)
- 2009.01.03 몽당연필 (부장)
- 2009.11.14 그 남자의 가을 (호준)
- 2009.12.26 보라코끼리가 간다 (아빠)
- 2010.02.27 내 친구, 이병수 (정진우)
- 2010.07.10 빈 가지 위에 눈꽃이 피다 (아들)
- 2010.10.16 헬리콥터, 날개를 접다 (부장)
- 2011.11.19 그 남자의 귀향(歸鄕) (대준)
- 2012.02.04 내 친구의 엄마 (영철)
- 2012.02.11 청소 만사성(萬事成) (과장)
- 2012.05.26 그녀들의 이중생활 (선배)
- 2012.10.13 연산의 꿈 (연산)
- 2014.03.01 카메오 (톰 크루즈)
- 2014.09.20 카사노바 따라잡기 (창규)

판타지 특급 (KBS 2라디오)
- 2001.07.01 ~ 2001.08.31 <데로드 앤드 데블랑> (해설)

#### TBS
입체낭독 라디오 문학관 (TBS)
- 2008.06.23 ~ 2008.06.27 김동인 <발가락이 닮았다> (M)

### 교육
- I&I Reading Club (튼튼영어)

### 방송
- 1 대 100 (KBS)
- 기분 좋은 날 (MBC)

### 광고
- 헨켈 컴배트골드
- 한국GM
- 마술왕
- 대웅제약 (지미코프) (1994년)
- 교학사 표준전과 (1995년[2])
- 컨디션 (제일제당) (1995년) 스카이다이빙 제2편

## 방송 출연
- KBS 1TV 아침마당 (2019년 7월 1일 출연)[3][4]

## 1인 방송
- 홍쇼 (유튜브 개인방송)

홍시호 성우 본인이 직접 진행하는 유튜브 1인 방송으로 2018년부터 시작하였다. 홍시호 성우가 성우 데뷔 32년을 맞아 처음으로 진행하는 1인 방송으로 그 동안 애니메이션이나 광고 나레이션 등에서는 볼 수 없었던 홍시호 성우의 개인 사적인 이야기와 선후배 및 동기 성우들을 섭외하여 토크쇼를 하는 형식으로 진행하고 있다.
첫번째로 출연한 게스트 성우는 이누야샤에서 유가영 역할을 맡았던 성우 정미숙으로 홍시호 성우와는 나락을 통해서 서로 적대관계에 있는 인물로 열연을 하였다. 그 외에도 역시 서로 적대관계로 있는 인물인 미륵 역할의 성우 구자형과 셋쇼마루 역할을 했던 성우 김승준 그리고 금강 역할을 맡았던 성우 서혜정 과도 토크쇼를 가지게 되었다.
여기에 대원방송 성우극회가 출범한 이후로 대원방송 성우극회 1기 출신 성우 최낙윤에게 자리를 내주었던 이누야샤 완결편에 나온 나락 역할을 통해서 홍시호 성우 본인이 직접 재더빙한 내용을 공개하기도 하였다.
- 유튜브 홍쇼 바로가기
- 홍쇼 홍시호 성우 인사말

### 홍쇼 출연 성우
홍쇼 1회와 2회는 프롤로그격으로 홍시호 성우 본인이 단독으로 진행하였으며 3회부터 성우 섭외를 통해서 토크쇼를 하였다.
| #  | 출연 성우 | 現 소속 극회 | 방송 업로드 날짜                                                                |
| 01 | 정미숙    | KBS 19기     | 2018년 8월 28일, 9월 4일, 2020년 4월 8일, 12일, 16일                            |
| 02 | 남도형    | KBS 32기     | 2018년 9월 11일, 14일, 2019년 2월 12일, 15일, 18일                              |
| 03 | 김영선    | MBC 13기     | 2018년 9월 20일, 10월 2일, 2020년 5월 13일, 16일                                |
| 04 | 최덕희    | KBS 21기     | 2018년 10월 10일, 16일, 19일, 2020년 4월 8일, 12일, 16일                        |
| 05 | 장민혁    | KBS 32기     | 2018년 10월 26일, 30일, 11월 3일                                                |
| 06 | 서혜정    | KBS 17기     | 2018년 11월 9일, 12일, 16일                                                     |
| 07 | 한신      | CJ ENM 8기   | 2018년 11월 24일, 30일, 12월 3일                                                |
| 08 | 김옥경    | KBS 20기     | 2018년 12월 11일, 14일, 20일, 2020년 2월 10일, 12일, 19일, 2021년 2월 8일, 11일 |
| 09 | 유강진    | KBS 7기      | 2018년 12월 25일                                                                |
| 10 | 엄상현    | EBS 17기     | 2018년 12월 29일, 2019년 1월 3일, 6일                                           |
| 11 | 시영준    | CJ ENM 4기   | 2019년 1월 8일, 13일, 16일                                                      |
| 12 | 이선      | KBS 23기     | 2019년 1월 20일, 22일, 25일                                                     |
| 13 | 전태열    | EBS 17기     | 2019년 1월 28일, 31일, 2월 2일                                                  |
| 14 | 여민정    | CJ ENM 4기   | 2019년 2월 12일, 15일, 18일                                                     |
| 15 | 소연      | KBS 27기     | 2019년 2월 25일, 3월 1일, 4일                                                   |
| 16 | 구자형    | KBS 23기     | 2019년 3월 10일, 13일, 18일                                                     |
| 17 | 김승준    | KBS 22기     | 2019년 3월 30일, 4월 3일, 8일                                                   |
| 18 | 정재헌    | MBC 16기     | 2019년 4월 10일, 16일, 19일, 23일, 2021년 3월 30일, 4월 2일, 12일               |
| 19 | 김장      | CJ E&M 3기   | 2019년 4월 30일, 5월 4일, 9일                                                   |
| 20 | 이규화    | KBS 17기     | 2019년 5월 12일, 15일                                                           |
| 21 | 심규혁    | 대원 2기     | 2019년 5월 22일, 25일, 28일                                                     |
| 22 | 김보민    | EBS 25기     | 2019년 6월 12일, 14일                                                           |
| 23 | 김환진    | KBS 15기     | 2019년 6월 21일, 24일, 26일                                                     |
| 24 | 김영진    | KBS 24기     | 2019년 6월 21일, 7월 7일, 10일                                                  |
| 25 | 신용우    | CJ ENM 5기   | 2019년 7월 17일, 19일, 23일                                                     |
| 26 | 김선혜    | CJ ENM 4기   | 2019년 7월 26일, 28일, 30일                                                     |
| 27 | 임채헌    | KBS 28기     | 2019년 8월 6일, 8일                                                             |
| 28 | 이용신    | CJ ENM 5기   | 2019년 8월 22일, 25일, 27일                                                     |
| 29 | 강수진    | KBS 21기     | 2019년 8월 27일, 30일, 9월 4일, 2020년 6월 14일, 18일, 23일                     |
| 30 | 배한성    | KBS 8기      | 2019년 9월 9일, 15일, 21일                                                      |
| 31 | 문선희    | KBS 22기     | 2019년 9월 25일, 27일, 29일                                                     |
| 32 | 강희선    | KBS 15기     | 2019년 10월 6일, 9일, 13일                                                      |
| 33 | 우정신    | MBC 11기     | 2019년 10월 25일, 28일, 11월 3일                                                |
| 34 | 홍범기    | CJ ENM 5기   | 2019년 11월 6일, 8일, 10일                                                      |
| 35 | 차명화    | KBS 20기     | 2019년 11월 21일, 26일, 29일                                                    |
| 36 | 이현진    | CJ ENM 1기   | 2019년 12월 4일, 7일, 13일                                                      |
| 37 | 송준석    | MBC 14기     | 2019년 12월 21일, 24일, 28일                                                    |
| 38 | 김현심    | CJ ENM 6기   | 2019년 12월 30일, 2020년 1월 2일, 5일, 2월 10일, 12일                           |
| 39 | 장은숙    | EBS 18기     | 2020년 1월 20일, 22일, 28일                                                     |
| 40 | 유해무    | KBS 15기     | 2020년 2월 1일, 3일, 10일, 12일, 11월 24일, 27일                                |
| 41 | 홍진욱    | KBS 29기     | 2020년 2월 23일, 25일, 27일                                                     |
| 42 | 이정구    | KBS 15기     | 2020년 3월 1일, 5일, 8일, 12일                                                  |
| 43 | 지미애    | CBS 14기     | 2020년 4월 25일, 27일                                                           |
| 44 | 안지환    | MBC 11기     | 2020년 5월 1일, 4일                                                             |
| 45 | 이경태    | 대원 2기     | 2020년 7월 18일, 21일                                                           |
| 46 | 이호산    | CJ ENM 6기   | 2020년 9월 11일, 15일                                                           |
| 47 | 민응식    | CBS 16기     | 2020년 10월 14일, 19일                                                          |
| 48 | 노민      | KBS 13기     | 2020년 11월 24일, 27일                                                          |
| 49 | 김나율    | 대원 2기     | 2020년 12월 7일, 10일, 16일                                                     |
| 50 | 김연우    | 대원 4기     | 2020년 12월 7일, 10일, 16일                                                     |
| 51 | 최수민    | KBS 11기     | 2021년 2월 22일, 26일                                                           |
| 52 | 이계윤    | CJ ENM 1기   | 2021년 3월 25일, 27일                                                           |
| 53 | 이다은    | 대원 7기     | 2021년 3월 30일, 4월 2일, 12일                                                  |
| 54 | 장광      | KBS 15기     | 2021년 4월 22일, 5월 3일                                                        |
| 55 | 류승곤    | MBC 17기     | 2021년 5월 31일, 6월 3일                                                        |
| 56 | 성완경    | KBS 23기     | 2021년 11월 29일, 12월 4일                                                      |
| 57 | 강시현    | 대원 4기     | 2022년 5월 24일, 28일                                                           |
| 58 | 조경이    | 대원 2기     | 2022년 9월 29일                                                                 |

### 귀멸의 칼날유튜브 더빙 논란
2021년 3월 홍SHOW 유튜브에서 일본 애니메이션 귀멸의 칼날 더빙본을 공개하게 되었는데 일부 시청자들이 저작권법 위반을 이유로 신고하게 되었고 여기에 귀멸의 칼날이 대한민국에 정식 수입된 작품이 아니었기 때문에 일부 세간에서 논란을 일으켰다.
이에 홍시호 성우는 시청자들이 귀멸의 칼날 가상 캐스팅을 참고로 하여서 이를 서비스하게 되었는데 논란이 되었다면 관련 영상을 내리겠다고 입장을 밝혔다. 현재 이 영상은 삭제되었다.
귀멸의 칼날은 만화판이 한국어판으로 수입발행되어서 현재 학산문화사가 국내 판권을 가지고 있고 애니메이션은 애니맥스가 방영하여 국내 판권을 가지고 있다. 다만 한국어 더빙 방영이 아닌 한글자막 방영이라 한국 성우는 캐스팅하지 않았다. 극장판은 워터홀컴퍼니가 국내 판권을 가지고 있으며 마찬가지로 한글자막으로 상영하였다.
이와 같은 논란이 일어난 것은 일반인들이 아닌 현직 성우들이 참여하게 되었다는 것과 국내 판권사는 물론 일본 현지 제작사와의 동의없이 이를 공개하였던 것과 또한 공식 방송 프로그램에서의 더빙이 아니기 때문에 현행 저작권법과도 저촉되는 문제일 수도 있기 때문이었다. 게다가 담당 PD 등의 지휘자 연출도 부재였던 상황이었고 성우들도 성우 연기 오디션 등을 통해서 선발되거나 PD가 공식적으로 캐스팅하였던 것이 아닌 성우들끼리 임의적으로 역할을 정하게 된 것이었던데다가 스튜디오나 방송사 등에서 공식 녹음한 내용이 아니었으며 또한 공개된 영상도 국내 애니맥스 방영판이 아닌 일본 원판본을 그대로 더빙하였던 것으로 알려져서 일부 세간에서 논란이 일어난 것이었다. 한편 귀멸의 칼날 TV 애니메이션 국내 판권사이자 방송사인 애니맥스측은 이에 대해 공식적인 입장을 밝히지 않았다.